# Sot de les Moles

El Sot de les Moles, respecte del terme de Castellcir

El Sot de les Moles és un sot del terme municipal de Castellcir, a la comarca del Moianès.
Està situat a la zona meridional del terme de Castellcir, al sud-oest del poble i just a migdia del Pla de la Ferradura. És a l'esquerra del torrent de la Vall Jussana, al sud dels Horts de la Vall i al nord-est de les Guineueres.